# 4374 Tadamori
A 4374 Tadamori (ideiglenes jelöléssel 1987 BJ) a Naprendszer kisbolygóövében található aszteroida. Szuzuki Kenzó és Urata Takesi fedezte fel 1987. január 31-én.